# Amphiuma
Amphiuma Garden, 1821 è un genere di anfibi caudati, unico genere della famiglia Amphiumidae.

## Tassonomia
Il genere comprende le seguenti specie:
- Amphiuma means Garden, 1821
- Amphiuma pholeter Neill, 1964
- Amphiuma tridactylum Cuvier, 1827